# Hans Sutor
Hans Sutor (Norimberga, 28 giugno 1895 – 9 marzo 1976) è stato un calciatore tedesco, di ruolo attaccante.